# Knobel (Arkansas)
Pour les articles homonymes, voir Knobel.
Knobel est une municipalité du comté de Clay, dans l’État de l’Arkansas aux États-Unis.

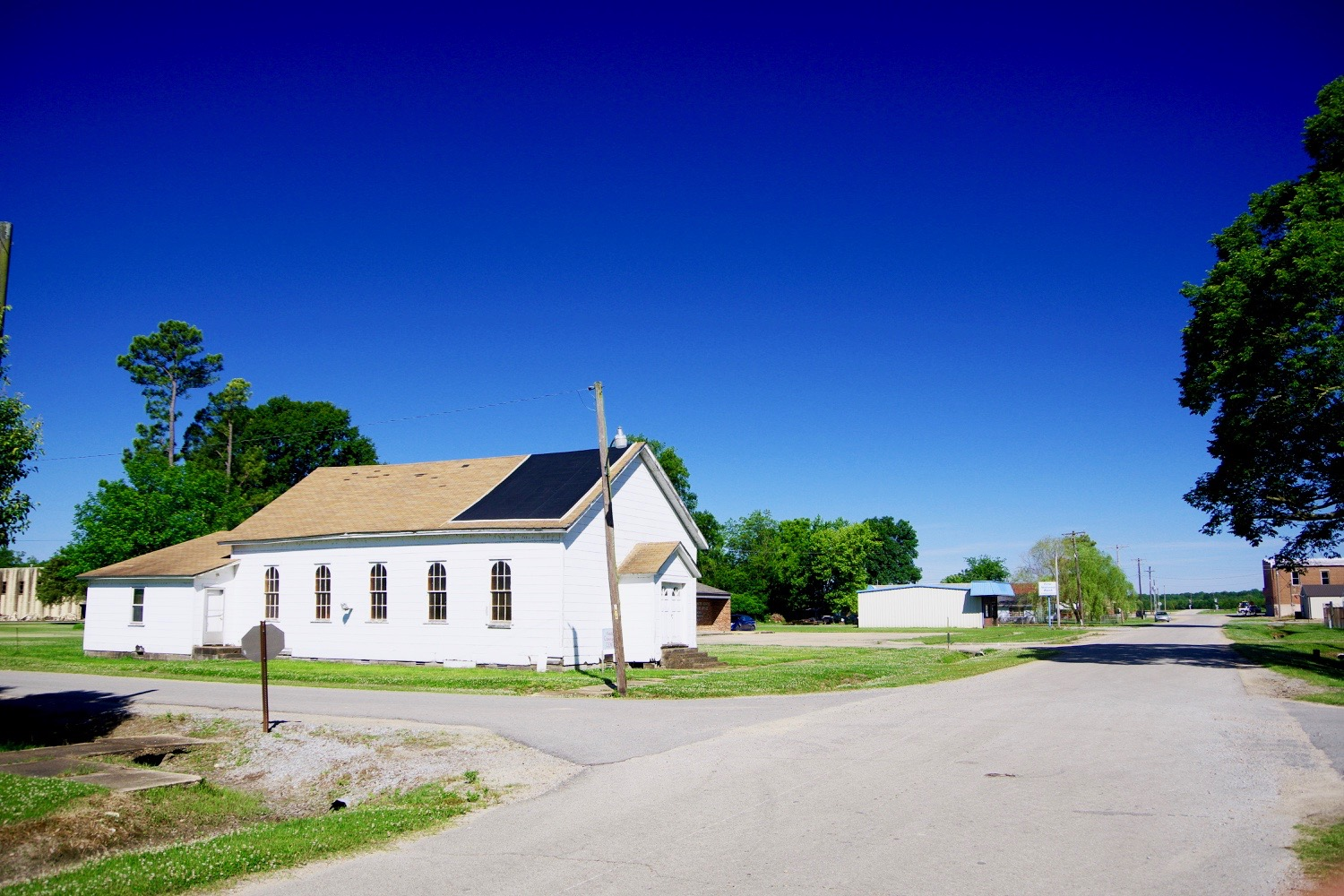
Rue Maple

## Démographie
| 1900 | 1910 | 1920 | 1930 | 1940 | 1950 |
| ---- | ---- | ---- | ---- | ---- | ---- |
| 410  | 362  | 390  | 486  | 375  | 417  |

| 1960 | 1970 | 1980 | 1990 | 2000 | 2010 |
| ---- | ---- | ---- | ---- | ---- | ---- |
| 339  | 375  | 503  | 317  | 358  | 287  |